# Depressaria douglasella
Depressaria douglasella — вид лускокрилих комах родини плоских молей (Depressariidae).

## Поширення
Вид поширений в Європі. Присутній у фауні України.

## Опис
Розмах крил становить 17-20 мм. Голова і груди білуваті. Передні крила коричневі з рудуватими рисками та білим напиленням. Краї крил рожеві. Задні крила рудувато-білі. Задні крила білувато-сірі, ззаду темніші. Личинка зелена з темними лініями; голова жовтувато-зелена.

## Спосіб життя
Імаго літають з липня по вересень. Є одне покоління за рік. Личинки живляться листям та суцвіттям різних видів окружкових, переважно з родів Daucus, Anthriscus, Seseli, Carum і Pastinaca. Вони живуть між листям, закрученими докупи шовком.